# أليكس باونوفيتش
أليكس باونوفيتش هو ممثل كندي، ولد في 29 يونيو 1969 بوينيبيغ في كندا.

## أعمال

### أفلام
- (2012) هذا معناه حرب[4][5]
- (2013)  بحر من الوحوش[6][7][8]
- (2018) سيبيريا
- (2019) مطاردة باردة

### مسلسلات
- كان ياما كان
- وكالة ديرك جينتلي للتحقيقات الشمولية

## وصلات خارجية
- أليكس باونوفيتش على موقع IMDb (الإنجليزية)
- أليكس باونوفيتش على موقع ألو سيني (الفرنسية)
- أليكس باونوفيتش على موقع أول موفي (الإنجليزية)
- أليكس باونوفيتش على موقع قاعدة بيانات الفيلم (الإنجليزية)
- أليكس باونوفيتش على موقع كينوبويسك (الروسية)